# Edmundo O'Gorman
Edmundo O'Gorman O'Gorman (Mexico-Stad, 24 november 1906 - aldaar, 28 september 1995) was een Mexicaans historicus en filosoof.
Hij was de broer van architect en schilder Juan O'Gorman en de zoon van ingenieur Cecil Crawford O'Gorman, die in 1895 uit Ierland gemigreerd was. Hij studeerde recht aan de Nationale Autonome Universiteit van Mexico (UNAM), en behaalde daar doctoraten in filosofie en geschiedenis. Hij was achtereenvolgens werkzaam bij het Algemeen Nationaal Archief, de Mexicaanse Academie van de Spaanse Taal en het Mexicaanse Academie van de Overeenkomstige Geschiedenis, waarvan hij van 1972 tot 1987 directeur was. 
Zijn bekendste boek is De uitvinding van Amerika (Spaans: La invención de América, 1958), waarin hij stelde dat Amerika niet zozeer 'ontdekt' maar eerder werd 'uitgevonden', om het bestaan van een vijfde continent in het wereldbeeld van de westeling mogelijk te maken, en dat om de inwoners te 'redden' de Europeanen de oorspronkelijke bewoners van Amerika hun cultuur oplegden en tot slaaf maakten. O'Gorman was hiermee een van de grondleggers van de post-koloniale studies.
- Bibsys: 3030548
- Biblioteca Nacional de España: XX1051695
- Bibliothèque nationale de France: cb12106029s (data)
- Catàleg d'autoritats de noms i títols de Catalunya: 981058527802406706
- CiNii: DA02145605
- Gemeinsame Normdatei: 133709795
- International Standard Name Identifier: 0000 0001 2147 3999
- Library of Congress Control Number: n50034058
- Bibliotheek van het Japanse parlement: 00793967
- Nationale Bibliotheek van Tsjechië: jo20231188520
- Nationale Bibliotheek van Israël: 987007270797005171
- Nederlandse Thesaurus van Auteursnamen: 069611289
- Réseau des bibliothèques de Suisse occidentale: 02-A003649761
- SNAC: w61g0m80
- Système universitaire de documentation: 029431344
- Virtual International Authority File: 109506076
- WorldCat: E39PBJpPxKK8Vf8V9dk9GPfrMP